# Montpellier WPC
Montpellier WPC je francuski vaterpolski klub.

## Uspjesi
- prvenstvo Francuske: prvaci 2012.; doprvaci 2007., 2010. i 2011., treći 1999., 2002., 2005., 2006. i 2009.
- kup Francuske: pobjednici 2008. i 2009., drugi 2007.

## Vanjske poveznice
- Službene stranice  Arhivirana inačica izvorne stranice od 26. prosinca 2012. (Wayback Machine)